# Callopistria guttulalis
Callopistria guttulalis är en fjärilsart som beskrevs av George Francis Hampson 1906. Callopistria guttulalis ingår i släktet Callopistria och familjen nattflyn. Inga underarter finns listade i Catalogue of Life.